# Casimiro Gómez Ortega

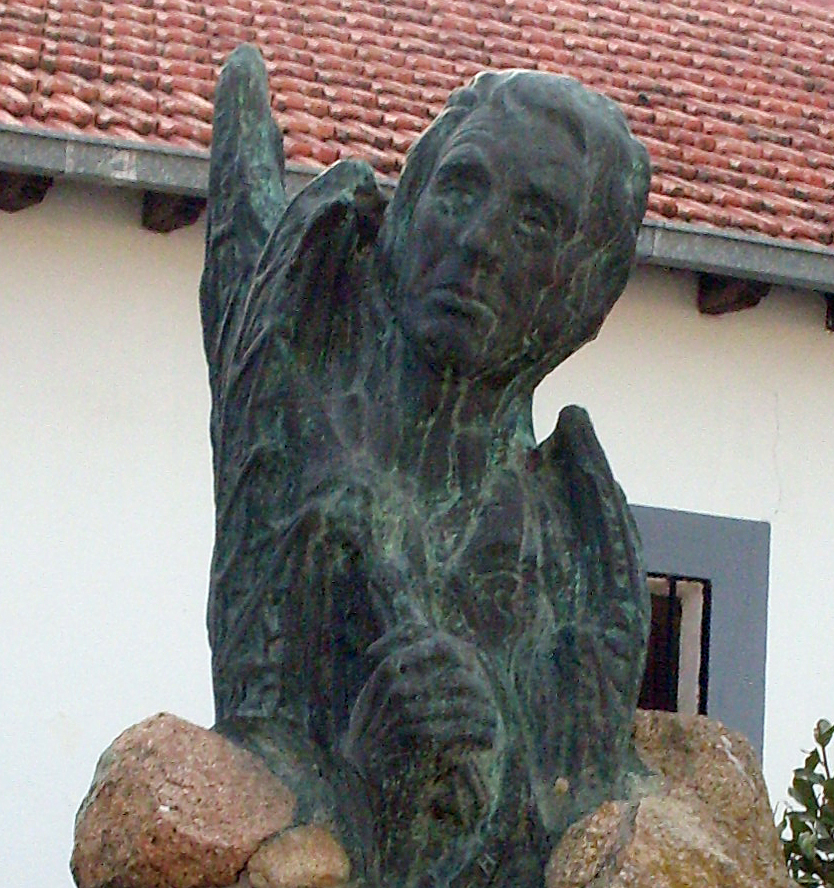
Casimiro Gómez Ortega

Casimiro Gómez de Ortega (4 tháng 3 năm 1741, tại Añover de Tajo, Tây Ban Nha – 30 tháng 8 năm 1818, tại Madrid, Tây Ban Nha) là một bác sĩ kiêm nhà thực vật học người Tây Ban Nha, giáo sư đầu tiên của Vườn thực vật Hoàng gia Madrid. Dưới thời Carlos III của Tây Ban Nha Gómez de Ortega hướng sự hình thành của Vườn thực vật Hoàng gia như là nơi thu thập và nghiên cứu các loài thực vật mới do các nhà thám hiểu châu Âu nhận dạng. Gómez de Ortega công bố nhiều về các loài thực vật cũng như khía cạnh kinh tế thực vật học của các loài thực vật thu thập được trong các chuyến thám hiểm Nam Mỹ được Tây Ban Nha tài trợ.
Ông mô tả các chi Echeandia (Asparagaceae), Maurandya (Plantaginaceae), Pascalia (Asteraceae), và Sesamoides (Resedaceae).
Chi Gomortega, một chi chứa loài cây gỗ đặc hữu Chile là Gomortega keule, được Hipólito Ruiz López và José Antonio Pavón đặt năm 1794 để vinh danh ông.
Ông được bầu làm Thành viên Hội Hoàng gia năm 1777.